# Villalcampo
Villalcampo község Spanyolországban,  Zamora tartományban. Villalcampo Muelas del Pan, Villaseco del Pan, Moral de Sayago, Villadepera és Pino del Oro községekkel határos. Lakosainak száma 379 fő (2024).

## Népesség
A település népessége az utóbbi években az alábbiak szerint változott:
| Lakosok száma | 644  | 624  | 594  | 546  | 537  | 480  | 455  | 432  | 400  | 379  |
|               | 2001 | 2004 | 2007 | 2009 | 2012 | 2014 | 2017 | 2019 | 2022 | 2024 |